# Presentazione di Sacher-Masoch
Presentazione di Sacher Masoch (titolo originale in francese Présentation de Sacher-Masoch. Le froid et le cruel) è un saggio scritto da Gilles Deleuze nel 1967. Nell'ed. originale è accompagnato da Venus in Pelz, racconto di Masoch.

## Contenuti
Il libro analizza le perversioni sessuali legate a Leopold von Sacher-Masoch e a Donatien Alphonse François de Sade e al loro pensiero, mettendolo a confronto con la repressione e il concetto di normalità e separando il concetto ambiguo di sadomasochismo in due unità contrapposte e inconciliabili, ma entrambe collegate all'ironia e al paradosso. I temi si intrecciano su argomenti di clinica psichiatrica, psicoanalisi e letteratura.

### I capitoli
- Premessa dell'autore
- Sade, Masoch e il loro linguaggio
- Ruolo delle descrizioni
- Fin dove giunge la complementarità di Sade e Masoch?
- Masoch e le tre donne
- Padre e madre
- Gli elementi romanzeschi di Masoch
- La legge, l'umorismo e l'ironia
- Dal contratto al rito
- La psicoanalisi
- Cosa è l'istinto di morte?
- Super io sadico e io masochista

Appendici
- Ricordi d'infanzia e riflessioni sul romanzo
- Due contratti di Masoch
  - Contratto tra Fanny von Pistor e Leopold von Sacher-Masoch
  - Contratto tra Wanda e Sacher-Masoch
- Avventura con Luigi II (raccontata da Wanda)[3]

## Edizioni
- Gilles Deleuze, Présentation de Sacher-Masoch. Le froid et le cruel, Paris: Les éditions de Minuit, 1967.
- Gilles Deleuze, Masochismo e sadismo, traduzione di Mario de Stefanis, Milano: Iota libri, 1973.
- Gilles Deleuze, Presentazione di Sacher-Masoch, traduzione di Mario de Stefanis, Milano: Bompiani, 1978.
- Gilles Deleuze, Il freddo e il crudele, traduzione di Giuseppe Da Col, Milano: SE, 1991.